# Bernd Krauss
Bernd Krauss (ur. 8 maja 1957 w Dortmundzie) – niemiecki trener piłkarski i piłkarz. Występował na pozycji obrońcy lub pomocnika. Posiada obywatelstwo austriackie, występował w reprezentacji tego kraju.

## Kariera
Krauss zaczynał karierę piłkarską w rodzinnym mieście, w SC DO-Schüren. Stamtąd w 1976 roku trafił do Borussii Dortmund. Spędził tam rok, podczas którego zadebiutował w Bundeslidze. W 1977 trafił do austriackiego Rapidu Wiedeń. Podczas gry w tym klubie dostał austriackie obywatelstwo i zagrał dla swojego nowego kraju 22 spotkania. Po 5 latach gry w Austrii wrócił do Niemiec, gdzie przez 7 sezonów występował w Borussii Mönchengladbach.
Po zakończeniu kariery piłkarskiej został trenerem. Od 1988 roku prowadził SC Kapellen, później amatorskie zespoły Borussii Mönchengladbach oraz 1. FC Köln. W 1991 został pierwszym trenerem drużyny z Mönchengladbach. Przez kolejne 5 lat prowadził tę drużynę, zdobywając m.in. Puchar Niemiec. W 1997 wyjechał do Hiszpanii, gdzie prowadził drużynę Realu Sociedad, a następnie RCD Mallorca. w 2000 powrócił do Dortmundu, gdzie miał prowadzić swoją byłą drużynę Borussię. Jednak już po 2 miesiącach został zwolniony - jego drużyna zremisowała 4 mecze i aż 7 przegrała, staczając się na 13 pozycję w lidze. W 2002 wyjechał do Grecji do Arisu Saloniki, a w 2004 roku trafił do austriackiej Admiry Mödling. Zrezygnował po 134 dniach pracy po 3 porażkach z rzędu. Później pracował w Zjednoczonych Emiratach Arabskich i Iranie. 4 grudnia 2006 roku został trenerem CD Tenerife.

## Statystyki i osiągnięcia
Jako piłkarz
- W Bundeslidze zagrał w 168 spotkaniach, zdobył 8 bramek.
- 22 mecze w reprezentacji Austrii
- Finalista Pucharu Niemiec

Jako trener
- Puchar Niemiec